# トリコラ山
トリコラ山（インドネシア語: Puncak Trikora、プンチャック・トリコラ）は、インドネシア・山岳パプア州にある標高4730メートルの山である。マオケ山脈の一部をなすスディルマン山脈の東部にある。1963年まではウィルヘルミナ山（Wilhelminatop）と呼ばれていた。
ジャヤ山（カルステンツ・ピラミッド）(4884m)に次いでインドネシア共和国、ニューギニア島、メラネシア、オーストララシア、オセアニアで2番目もしくは3番目に標高が高い山である。そのため、セブン・セカンド・サミット（各大陸標高第2位の山の総称）のリストに含められることもあるが、Shuttle Radar Topography Missionによる宇宙からの計測によりジャヤウィジャヤ山地のマンダラ山の方が標高が高いことが確認されており、その場合、トリコラ山はセブン・サード・サミット（各大陸標高第3位の山の総称）に入ることになる。

## 氷河
20世紀初頭、ジャヤ山（カルステンツ・ピラミッド）、マンダラ山（ユリアナ山）、ンガ・ピリムジット（イーデンブルク山）、トリコラ山（ウィルヘルミナ山）などニューギニア島の全ての山が氷河に覆われていた。マオケ山脈への最初の探検では、この地域の全ての氷河が後退したことが示された。トリコラ山の氷帽は、1936年から1962年の間に溶けた。1909年にはまだ氷帽は標高4400mに達していた。

## 地理
トリコラ山は、インド・オーストラリアプレートと太平洋プレートの斜め衝突による中新世後期のメラネシア造山帯にできた中央山脈（スディルマン山脈）の最高峰であり、山体は中新世中期の石灰岩でできている。

## 探検史

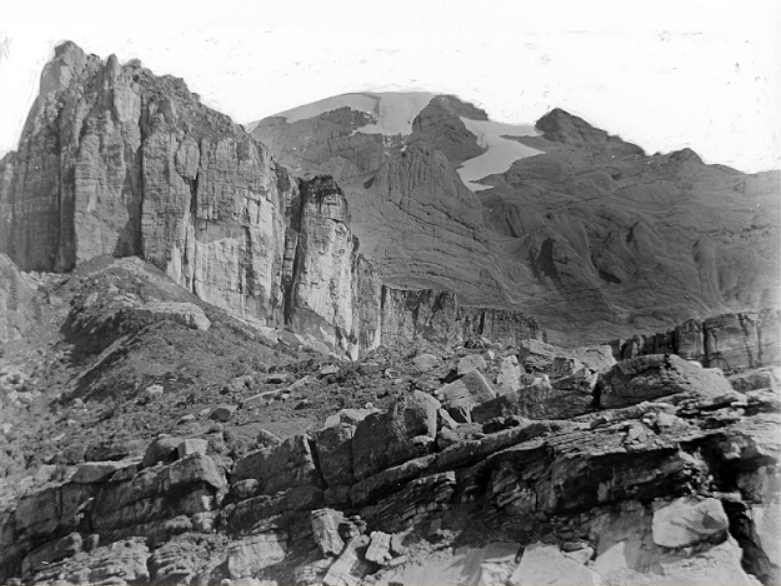
南側から見たウィルヘルミナ山（トリコラ山）。1913年、P・F・ヒューブレヒト撮影

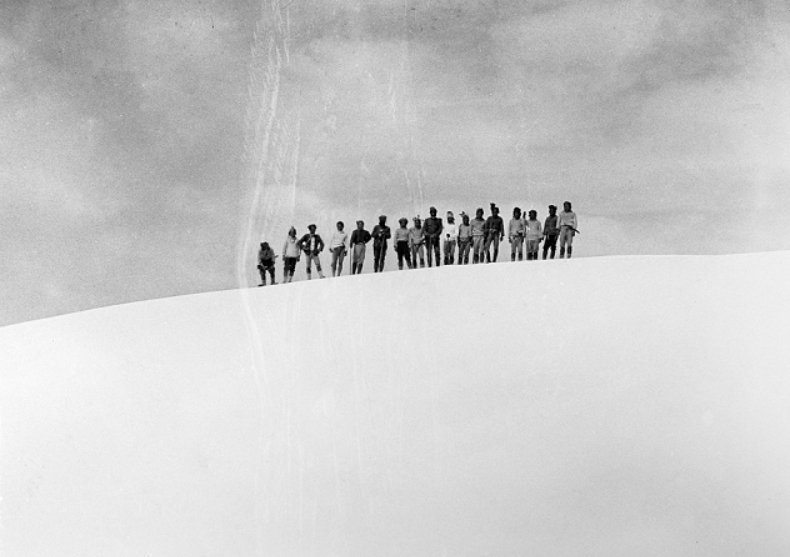
ウィルヘルミナ山初登頂。1913年2月21日、アルフォンス・フランセン・ヘルデルセー撮影

近くまで航行可能なノード川（現在のローレンツ川）があるため、山頂に雪のある他のオランダ領ニューギニアの山と比べてトリコラ山はアクセスしやすかった。20世紀初頭、オランダは赤道近くの万年雪を調査するための科学探検隊を何度かトリコラ山に派遣した。第1次と第2次の探検隊のリーダーは外交官でアマチュア生物学者のヘンドリカス・ローレンツで、それに兵士や荷物運搬人夫、船の扱いに慣れたダヤク族が同行した。
1907年7月の第1次探検では、ノード川（1910年にローレンツ川に改称）の航行不能となる箇所（南緯4度40分 東経138度42分 / 南緯4.667度 東経138.700度）の近くに「アルクマール・キャンプ」を設置したが、山に入ることはできなかった。ローレンツ、ヤン・ウィレム・ファン・ナウハウスら9人からなる第2次南ニューギニア探検隊もアルクマール・キャンプを使用し、そこを1909年10月9日に出発した。1909年11月8日に標高4460mの地点でニューギニア島の万年雪に初めて到達した。彼らは尾根から、尾根の北にある大きな湖を観測し、ローレンツが探検隊員の名前からハベマ湖と命名した（南緯4度08分 東経138度40分 / 南緯4.133度 東経138.667度）。この探検でもウィルヘルミナ山山頂まで到達することはできなかった。帰途で4人の隊員が命を落とし、12月中旬にキャンプに戻った。
頂上への初登頂は、1912年9月から1913年4月まで行われた第3次南ニューギニア探検の期間中の1913年2月21日に達成された。このときは、第2回探検と同じルートを使用した。第3回探検隊の隊長はオランダ領東インド軍の士官、アルフォンス・フランセン・ヘルデルセーで、目的は標高2300メートル以上の地域の土壌・動植物を調査することだった。その他の探検隊員は、動物学者Gerard Martinus Versteeg、植物学者August Adriaan Pulle、地質学者Paul François Hubrecht、インドネシアの総合診療医J.B. Sitanalaだった。ヘルデルセーは民族誌学者としての役割も持っていた。その他、兵士、荷物運搬人夫、ダヤク族など、探検隊は総勢241人からなった。様々なタスクを効率的に実行するために、探検隊はいくつかのグループに分かれていた。ヘルデルセー、Hubrecht、Versteegが登頂隊を結成し、1913年2月21日にウィルヘルミナ山山頂に到達した。
1920年から1922年の中央ニューギニア探検では、1914年の軍事遠征で部分的に探検されたルートを通って、北側の海岸から山頂に到達することを目標としていた。1920年2月7日、A.J.A. van Overeemの指揮の下による最初の探査は、マンベラモ川の河口からスタートし、イーデンブルク川（現タリタウ川）を遡った。10月に、彼らはドアマン山を越えて、スワート渓谷 （現トリー渓谷）の上部に達した。ここで彼らはラニ族と初めて接触し、そこに6週間滞在した。時間と食糧不足のために、ウィルヘルミナ山に登頂することなく帰還した。
翌1921年6月からフォローアップ探検が行われ、前年の探検で測量技師だったJ.H.G. Kremerが探検隊長となった。彼らは前年のルートを辿り、バリエム渓谷上部とハベマ湖を経て1921年12月4日に頂上に到達した。登頂者のうちポール・ハブレヒトは1913年にも登頂しており、氷帽が8年前からかなり後退していたことに気づいた。

## 名称
ハベマ湖の近くに住むダニ族は、この山をEttiakupと呼んでいる。1905年頃、この山はオランダ女王ウィルヘルミナの名をとって「ウィルヘルミナ山」と呼ばれるようになった。1963年にインドネシアが西ニューギニアの支配権を得たとき、1961年12月にジョグジャカルタでの大集会でスカルノが演説した「トリコラ」（TriKoRa: Tri Komando Rakyat、人民の3つの命令）という言葉にちなんで「トリコラ山」(Puncak Trikora)に改称した。「3つの命令」とは、西パプアの独立国家の形成を打ち負かし、そこにインドネシア国旗を掲げ、いつでも動員できる状態にすることである（パプア紛争も参照）。